# Psilacrum missimense
Psilacrum missimense är en tvåvingeart som beskrevs av Ismay 1986. Psilacrum missimense ingår i släktet Psilacrum och familjen fritflugor. Inga underarter finns listade i Catalogue of Life.